# Scopula risa
Scopula risa là một loài bướm đêm trong họ Geometridae.